# 2013 TY187
2013 TY187 est un objet transneptunien faisant partie des cubewanos. 

## Caractéristiques
2013 TY187 mesurerait environ 240 km de diamètre.